# She Stoops to Conquer

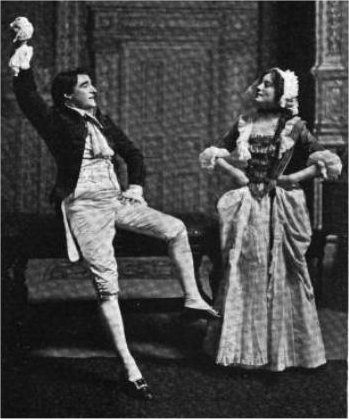
Kyrle Bellew en Eleanor Robson in een uitvoering van She Stoops to Conquer

She Stoops to Conquer is een komedie van de Brits-Ierse schrijver Oliver Goldsmith. Het stuk werd voor het eerst opgevoerd in het Londense Covent Garden in maart 1773 en in datzelfde jaar ook gepubliceerd. Het werd een onmiddellijk succes en de populariteit ervan duurt nog altijd voort. Er zijn in de 20e en 21e eeuw verschillende toneel-, televisie- en filmversies van geproduceerd.
De ondertitel van het toneelstuk luidt The Mistakes of a Night, waaruit blijkt dat het gaat om een 'spel der vergissingen' dat zich daadwerkelijk in een korte tijdspanne afspeelt.

## Verhaal
Het echtpaar Hardcastle heeft een dochter, Kate. Uit een eerder huwelijk heeft Mrs. Hardcastle een zoon, Tony Lumpkin, een enigszins losgeslagen ondeugd. Sir Charles Marlow wil een huwelijk tot stand brengen tussen Kate en zijn eigen zoon, de nogal verlegen uitgevallen Charles. Diens teruggetrokkenheid doet zich echter alleen voor bij zijn omgang met vrouwen uit de hogere klassen. Tegenover lagergeplaatsten kent hij geen reserves.
De jonge Marlow reist af naar het huis van de Hardcastles in gezelschap van zijn vriend George Hastings, een bewonderaar van Constance Neville, een jongedame die ook bij de familie Hardcastle verblijft. Zij raken echter de weg kwijt en komen terecht in het café The Three Pigeons, waar zij hopen dat iemand hun de juiste weg zal wijzen. Tony Lumpkin, een stamgast van het etablissement, besluit een practical joke toe te passen en verwijst de twee jongemannen naar een herberg om de nacht door te brengen. Deze 'herberg' is in feite het huis van de Hardcastles.
Kate is er via haar vriendin achter gekomen dat Charles nogal verlegen is in bepaald gezelschap. Zij speelt het spel mee en doet alsof zij een bediende is in de 'herberg'. De truc lukt en Charles wordt verliefd op haar. Constance valt voor de jonge George Hastings, tot verdriet van Mrs. Hardcastle, die haar graag had zien trouwen met haar zoon Tony. Alle verwikkelingen komen tot een goed eind als Sir Charles Marlow arriveert en de waarheid van het spel boven water komt.